# Província de Kastamonu
Kastamonu és una de les províncies de Turquia, a la regió de Mar Negra, al nord del país. Està envoltada per Sinop a l'est, Bartın i Karabük a l'oest, Çankırı al sud, Çorum a est del Sud i el mar Negre al nord.

## Districtes
La província de Kastamonu es divideix en 20 districtes (la capital de districte està en negreta):
| - Abana - Ağlı - Araç - Azdavay - Bozkurt - Çatalzeytin - Cide - Daday - Devrekani - Doğanyurt | - Hanönü - İhsangazi - İnebolu - Kastamonu - Küre - Pınarbaşı - Şenpazar - Seydiler - Taşköprü - Tosya |

## Història
No se sap del cert quan es fa fundar Kastamonu. Tanmateix, algunes fonts, que es remunten a la Primera edat mitjana, es refereixen a la província. Algunes teories suggereixen que la paraula Kastamonu derivaria de Castra Comnenus, el nom llatí del castell romà d'Orient construït per la dinastia de Comnè.
Amb l'afebliment del poder dels reis de Macedònia, tota la Paflagònia i Bitínia van ser engolides pel nou Regne del Pont. Després de la caiguda del regne del Pont a començaments del segle i aC, l'àrea va ser incorporada a l'Imperi Romà i es va ajuntar Paflagònia amb Bitínia. La capital d'aquesta nova ciutat estat era Pompeiòpolis, les restes de la qual encara romanen prop del districte de Taşköprü a Kastamonu.
La regió va passar, llavors, a estar sota l'hegemonia dels seljúcides al segle xi, als quals segurien els danixmendites, els romans d'Orient durant les croades i els beilicats de Çoban-oğlu i Candar-oğlu. El soldà otomà Baiazet I va conquerir la província el 1392. Tanmateix, després de la seva captura i mort en la batalla d'Ankara, l'àrea fou concedida altre cop al beylik de Candar-oğlu pel senyor de la guerra mongol Timur Lenk. El soldà otomà Mehmet II incorporà la regió altra vegada a l'imperi el 1461.
Durant el regnat otomà, els límits de província s'expandien fins a tocar gairebé Constantinoble. Els hereus del soldà eren enviats sovint com a governadors a la província, a fi i efecte de guanyar experiència.
Després de la Primera Guerra Mundial, durant les batalles de la Guerra d'Independència Turca, Kastamonu tingué el paper important en el subministrament de munició i tropes al front d'İnebolu-Ankara, transportant la maquinària bèl·lica que arribava a İnebolu per mar des de Constantinoble i des de la Unió Soviètica. Quan els grecs s'adonaren d'aquesta activitat, el port d'İnebolu va ser bombardejat des del mar el 9 de juny de 1921.

## Indrets destacables

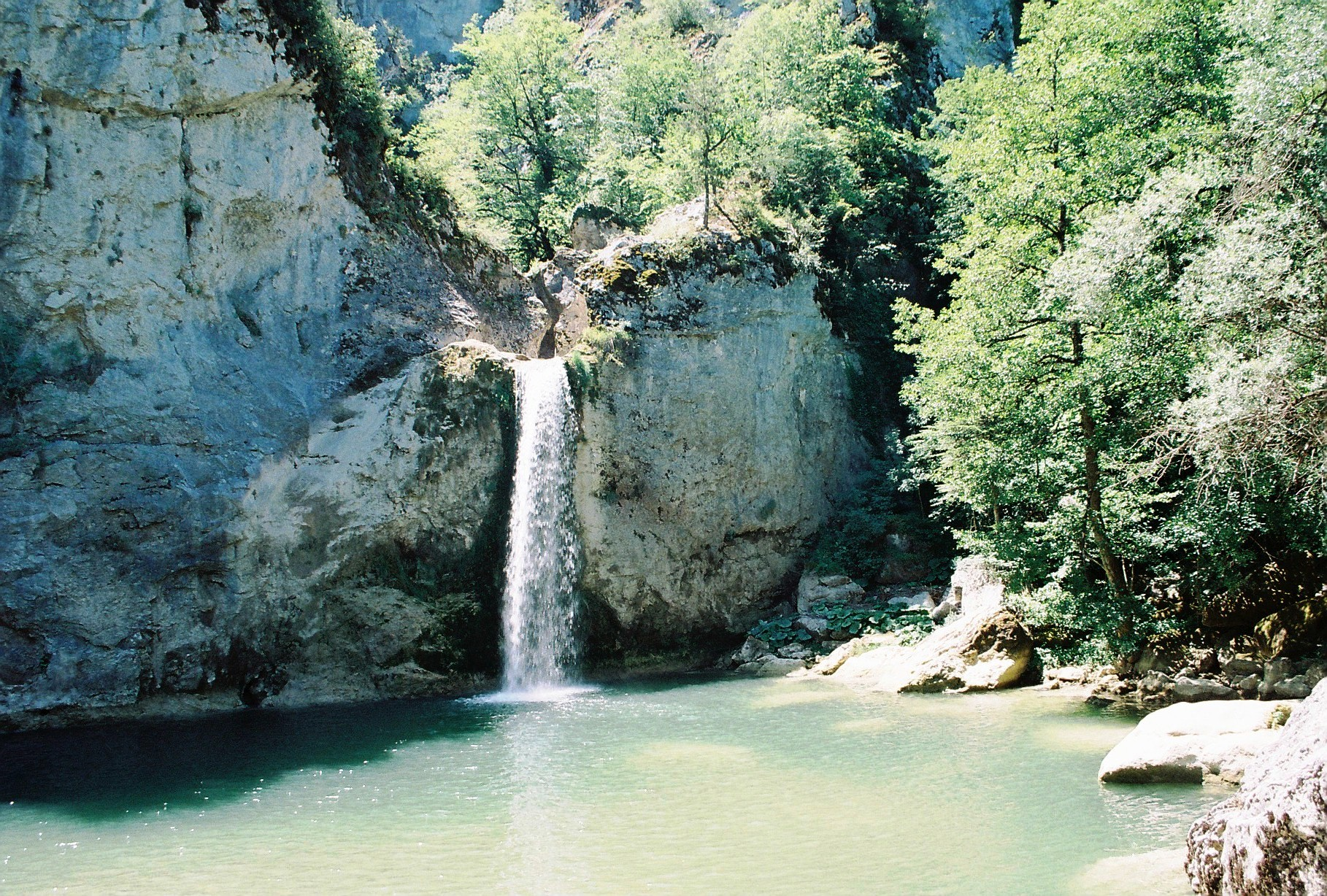
Cataracta Ilısu, al Parc nacional de Küre, prop de Pınarbaşı, Kastamonu, Turquia

La província està coberta principalment de boscos, gràcies al suau clima del Mar Negre. El Par Nacional d'Ilgaz, on domina un microclima suau a causa del terreny muntanyós i nombrosos corrents, es troba 63 km cap al sud de Kastamonu. Hi ha també una estació d'esquí amb instal·lacions d'allotjament situades prop del parc.
Les Muntanyes d'Ilgaz (on es troba Büyükhacat, el cim més alt de la província, amb 2587 m) dominen el sud de la província, on és possible practicar el senderisme o bé baixar fent ràfting per les aigües braves del Torrent d'Ilgaz. La Cova d'Ilgarini a Cide, la cova subterrània d'Alinca a Küre, i el Centre de Turisme Eqüestre Internacional de Daday són també altres punts d'interès a la zona.
Hi ha un castell romà d'Orient del segle xii, la Mesquita d'Atabey del segle xiii i la Mesquita d'Ibni Neccar. La Mesquita de Mahmut Bey, ubicada al poble de Kasaba és coneguda per les seves elegants talles de fusta.
La Badia de Gideros a 13 km de Cide, és un centre turístic amb allotjaments i restaurants de peix.

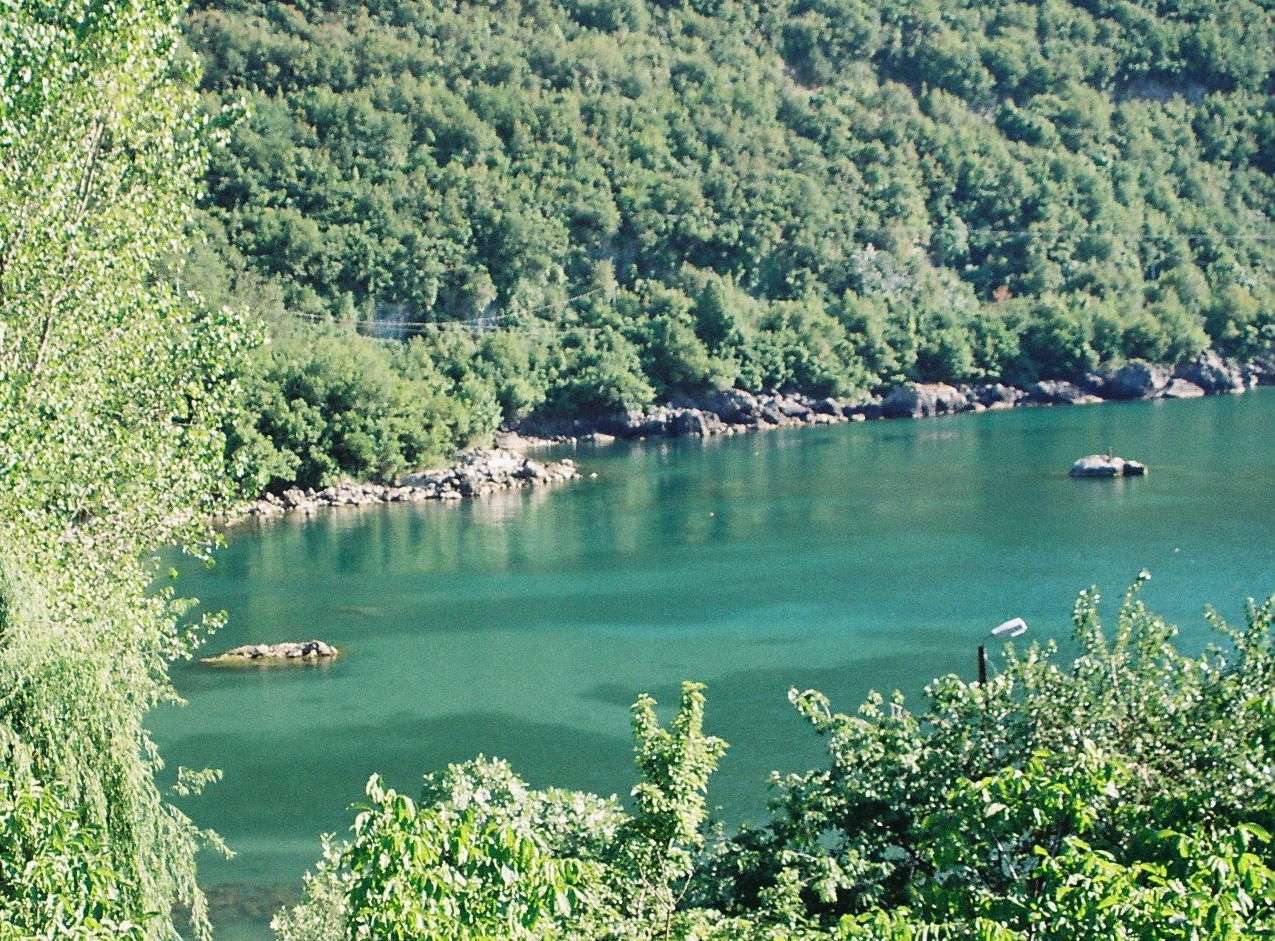
Badia de Gideros, Cide

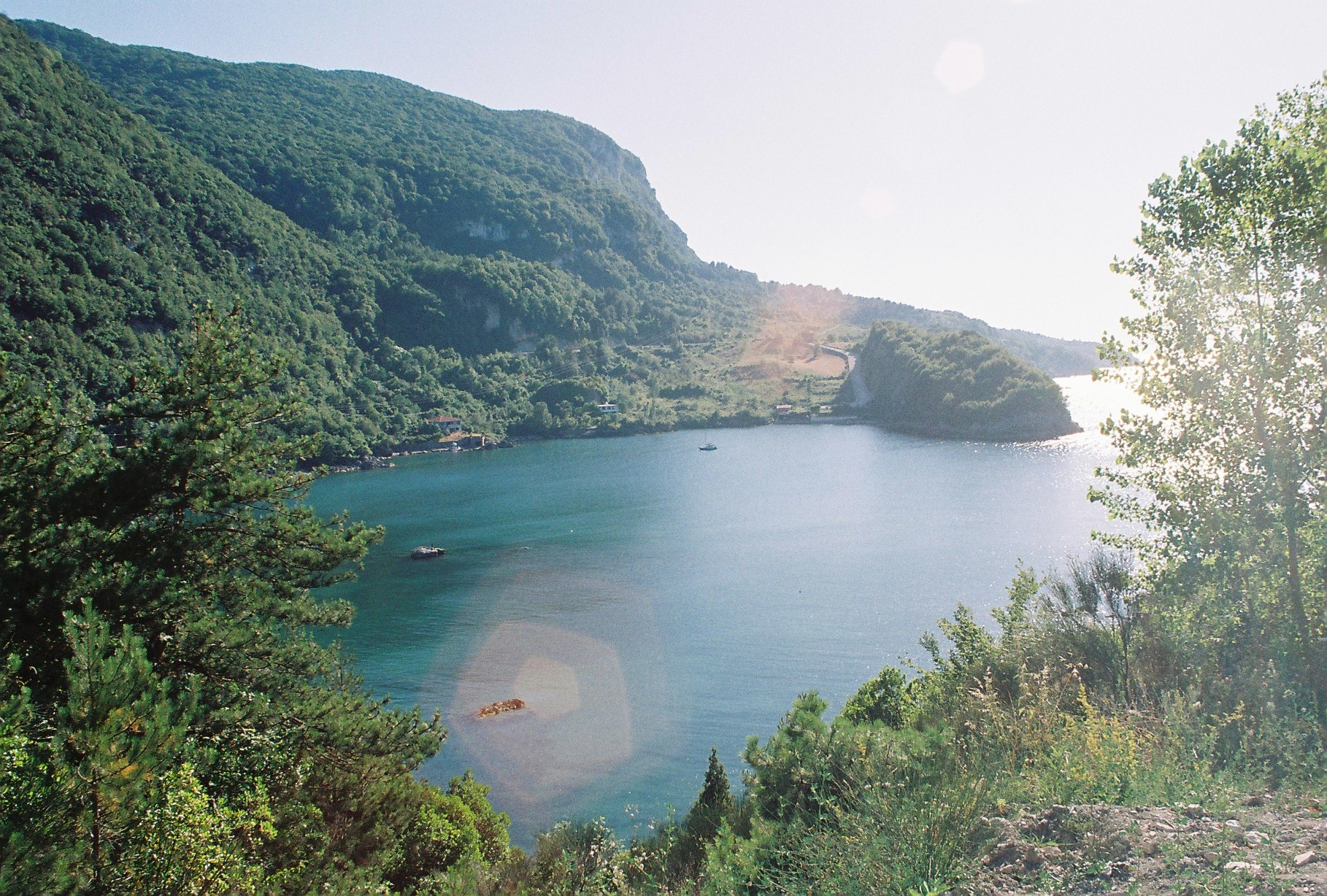
Badia de Gideros, Cide

Les ruïnes de la ciutat estat romana de Pompeiopolis, es troben prop de Taşköprü.
Kastamonu també té moltes mansions, que estan construïdes tradicionalment amb un estil arquitectònic únic d'aquesta regió. Moltes d'aquestes mansions han estat restaurades després d'una declaració pel govern municipal el 2000, a fi i efecte de conservar la textura històrica.

## Economia
Segons el cens de 2000, un 77,5% de la mà d'obra està ocupada en l'agricultura. Aquesta proporció és més alta que la mitjana de país. El segon sector més gran són els serveis públics i privats (un 8,9%).
Gairebé tota la terra de conreu té collites permanents. Els productes agrícoles constitueixen aproximadament el 0,01% del total a Turquia. Una porció gran dels productes agrícoles consta de cereals. Gràcies a les seves àmplies àrees boscoses (un 57% del total de la superfície de la província), la silvicultura és també una indústria important. La indústria, en gran part, s'ocupa en els processos de manufactura de la fusta,, l'agricultura i els productes de la mineria.
Els recursos subterranis inclouen coure, mercuri, mineral de ferro, crom, manganès, amiant, bauxita, grafit, fosfat, caolinita, argila, pedra calcària, quars, marbre, magnesita, argila refractària, carbó i níquel. Hi ha també algunes aigües termals i brolladors d'aigua mineral, alguns dels quals són adequats per a inversions econòmiques.
Kastamonu aporta al voltant d'un 0,4% del PIB total de Turquia; la composició d'aquest PIB és la següent:
agricultura: 32.8%
comunicació i transport un 20%
serveis: 16.8%
indústria: 9.5%(est. 1998)
El transport només és possible per carretera, tot i que les vies no sempre estan pavimentades; s'està construint un ferrocarril que connectarà Çankırı, Kastamonu i İnebolu. Encara que la província té una àmplia franja costanera de 135 km de llarg, que és banyada per la Mar Negra, només İnebolu disposa d'un petit port, i el transport marítim és gairebé inexistent.
A la província hi ha al voltant de 112.000 línies telefòniques principals, uns 200.000 abonats de telèfon mòbil i uns 15.000 usuaris d'Internet.

## Miscel·lània
- L'artesania és abundant a Kastamonu, especialment en àrees rurals. La major part és confecció tèxtil feta a mà.
- En una recerca dirigida a la província, es van identificar 812 menjars diferents específics d'aquesta regió.
- L'equip de futbol provincial Kastamonuspor competeix a la primera divisió nacional de futbol.
- El fundador de la república turca, Atatürk va declarar la "reforma del codi del vestir", que abolia el fez, a Kastamonu el 1925.